# 後閑駅
後閑駅（ごかんえき）は、群馬県利根郡みなかみ町後閑にある、東日本旅客鉄道（JR東日本）上越線の駅である。みなかみ町（旧・月夜野町）の代表駅。

## 歴史
- 1926年（大正15年）11月20日[1]：上越南線が沼田駅から当駅まで延伸したことに伴い開業[4]。
- 1928年（昭和3年）10月30日：上越南線が当駅から水上駅まで延伸[5]。
- 1931年（昭和6年）9月1日：水上駅から越後湯沢駅までの開通により、高崎駅から宮内駅までが全通し、当駅を含む同区間が上越線とされる[6]。
- 1961年（昭和36年）9月：駅舎を改築。
- 1963年（昭和38年）9月10日：貨物の取り扱いを廃止[7]。
- 1984年（昭和59年）2月1日：荷物の扱いを廃止[7]。
- 1987年（昭和62年）4月1日：国鉄分割民営化により、東日本旅客鉄道（JR東日本）の駅となる[7]。
- 2009年（平成21年）3月14日：ICカード「Suica」の利用が可能となる[報道 1]。東京近郊区間に組み込まれる[報道 1]。
- 2018年（平成30年）
  - 4月19日：みどりの窓口の営業を終了[3][新聞 1]。
  - 4月20日：終日無人化[3][新聞 1]。
- 2021年（令和3年）4月20日：旧事務室をリニューアルし、学習室として開設[報道 2][新聞 2]。

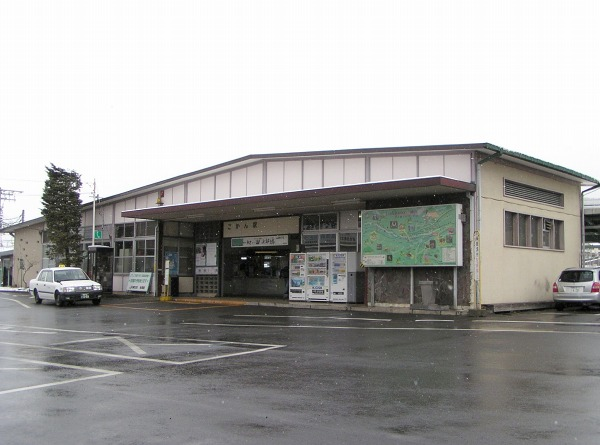
リニューアル前の駅舎（2006年3月）

## 駅構造
単式ホーム2面2線を有する地上駅である。かつては単式・島式混合の計2面3線のホームを有していたが、このうち中線は上越新幹線の開業後、しばらくしてホームに柵が設置され、ホーム番号も欠番となった。互いのホームは駅舎の沼田寄りにある屋根つきの跨線橋で結ばれている。このほか、当駅は側線を2本持っており、これらはいずれも3番線の北東側にある。1本は駅の上牧方で本線から分岐しホームの沼田方で再び合流するもの、もう1本は1本目の側線から上牧方で分岐して沼田方に進み、駅の構内中ほどで再び1本目の側線に合流するものとなっている。
水上駅管理の無人駅である。自動券売機、簡易Suica改札機、乗車駅証明書発行機が設置されている。1961年（昭和36年）築の駅舎はコンクリート造りの建物で、大きな切妻屋根が特徴的である。外部から見て左側が駅務室、右側が独立した待合室となっており、間にコンコースがある。
当駅の発車メロディは『ふる里「みなかみ」』（なつこ）が使用されている。

### のりば
| 番線 | 路線    | 方向 | 行先                       |
| ---- | ------- | ---- | -------------------------- |
| 1    | ■上越線 | 下り | 水上・長岡・新潟方面       |
| 3    | ■上越線 | 上り | 渋川・高崎・大宮・上野方面 |

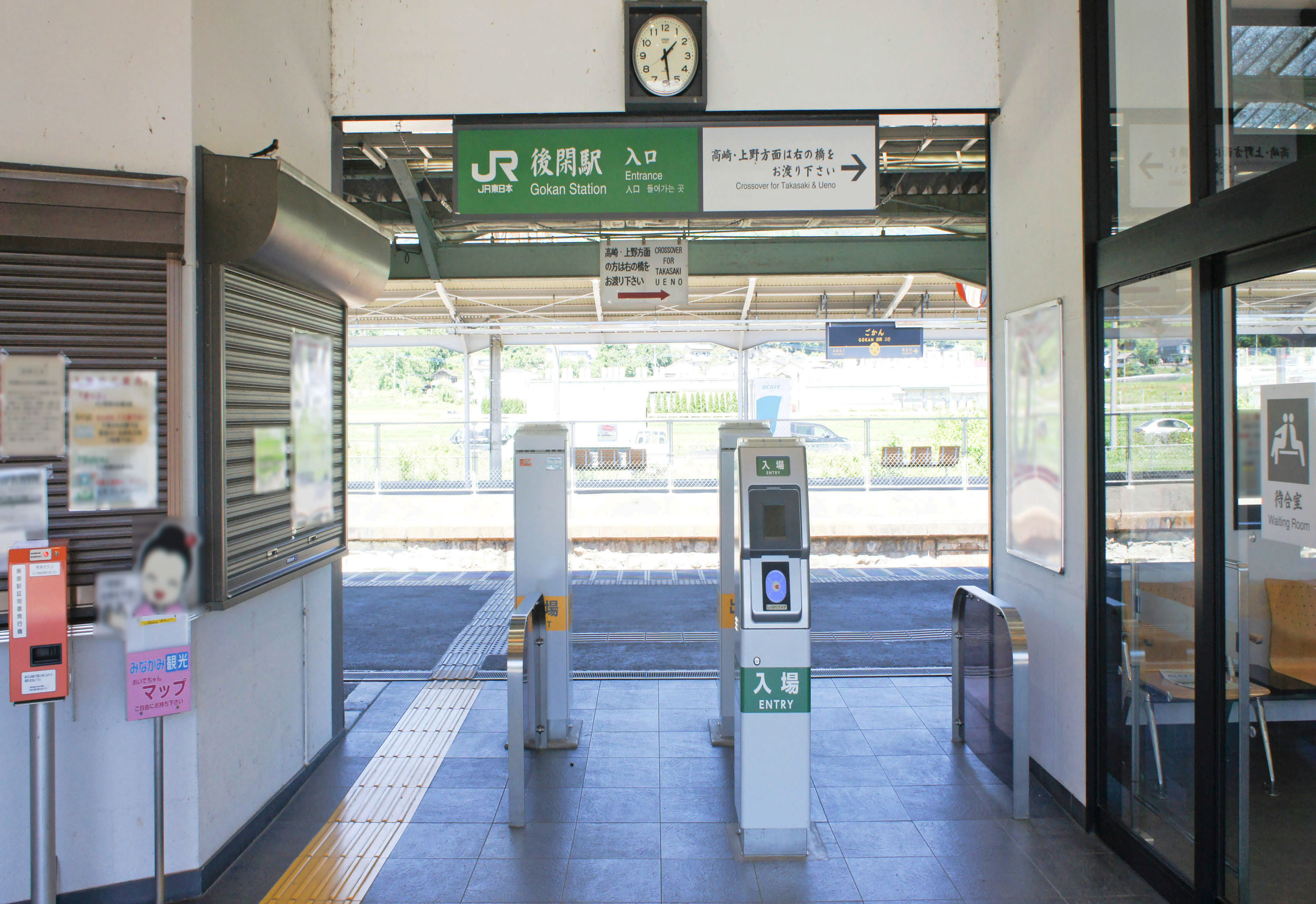
改札口（2021年7月）
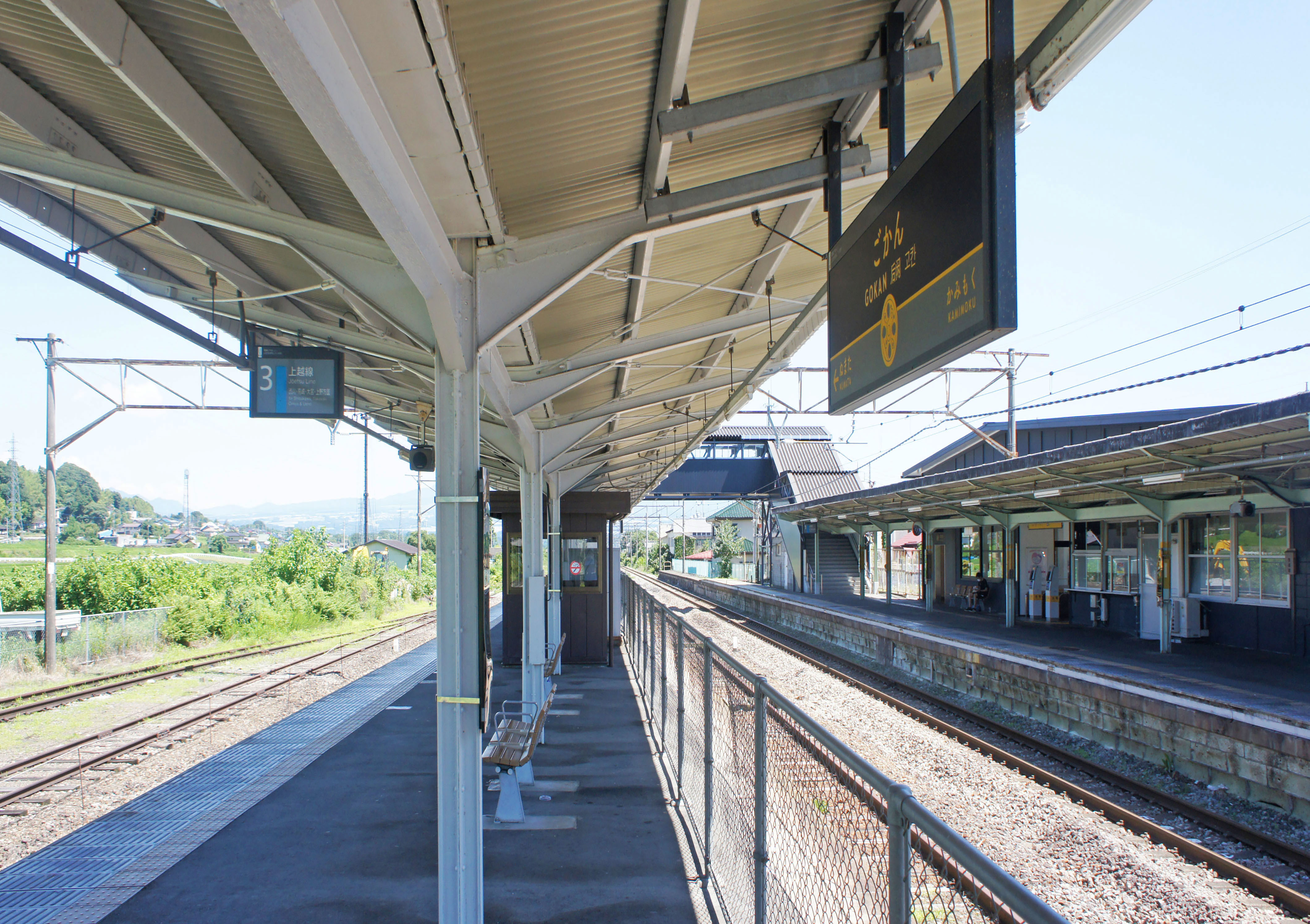
ホーム（2021年7月）

## 利用状況
JR東日本によると、2000年度（平成12年度） - 2017年度（平成29年度）の1日平均乗車人員の推移は以下のとおりであった。
| 1日平均乗車人員推移 | 1日平均乗車人員推移 | 1日平均乗車人員推移 | 1日平均乗車人員推移 | 1日平均乗車人員推移 |
| 年度                | 定期外              | 定期                | 合計                | 出典                |
| ------------------- | ------------------- | ------------------- | ------------------- | ------------------- |
| 2000年（平成12年）  |                     |                     | 1,328               | [ 利用客数 1 ]      |
| 2001年（平成13年）  |                     |                     | 1,243               | [ 利用客数 2 ]      |
| 2002年（平成14年）  |                     |                     | 1,138               | [ 利用客数 3 ]      |
| 2003年（平成15年）  |                     |                     | 1,099               | [ 利用客数 4 ]      |
| 2004年（平成16年）  |                     |                     | 1,049               | [ 利用客数 5 ]      |
| 2005年（平成17年）  |                     |                     | 1,053               | [ 利用客数 6 ]      |
| 2006年（平成18年）  |                     |                     | 1,054               | [ 利用客数 7 ]      |
| 2007年（平成19年）  |                     |                     | 1,025               | [ 利用客数 8 ]      |
| 2008年（平成20年）  |                     |                     | 1,017               | [ 利用客数 9 ]      |
| 2009年（平成21年）  |                     |                     | 993                 | [ 利用客数 10 ]     |
| 2010年（平成22年）  |                     |                     | 965                 | [ 利用客数 11 ]     |
| 2011年（平成23年）  |                     |                     | 913                 | [ 利用客数 12 ]     |
| 2012年（平成24年）  | 120                 | 792                 | 913                 | [ 利用客数 13 ]     |
| 2013年（平成25年）  | 115                 | 815                 | 930                 | [ 利用客数 14 ]     |
| 2014年（平成26年）  | 116                 | 744                 | 861                 | [ 利用客数 15 ]     |
| 2015年（平成27年）  | 118                 | 727                 | 846                 | [ 利用客数 16 ]     |
| 2016年（平成28年）  | 115                 | 697                 | 812                 | [ 利用客数 17 ]     |
| 2017年（平成29年）  | 117                 | 668                 | 785                 | [ 利用客数 18 ]     |

## 駅周辺

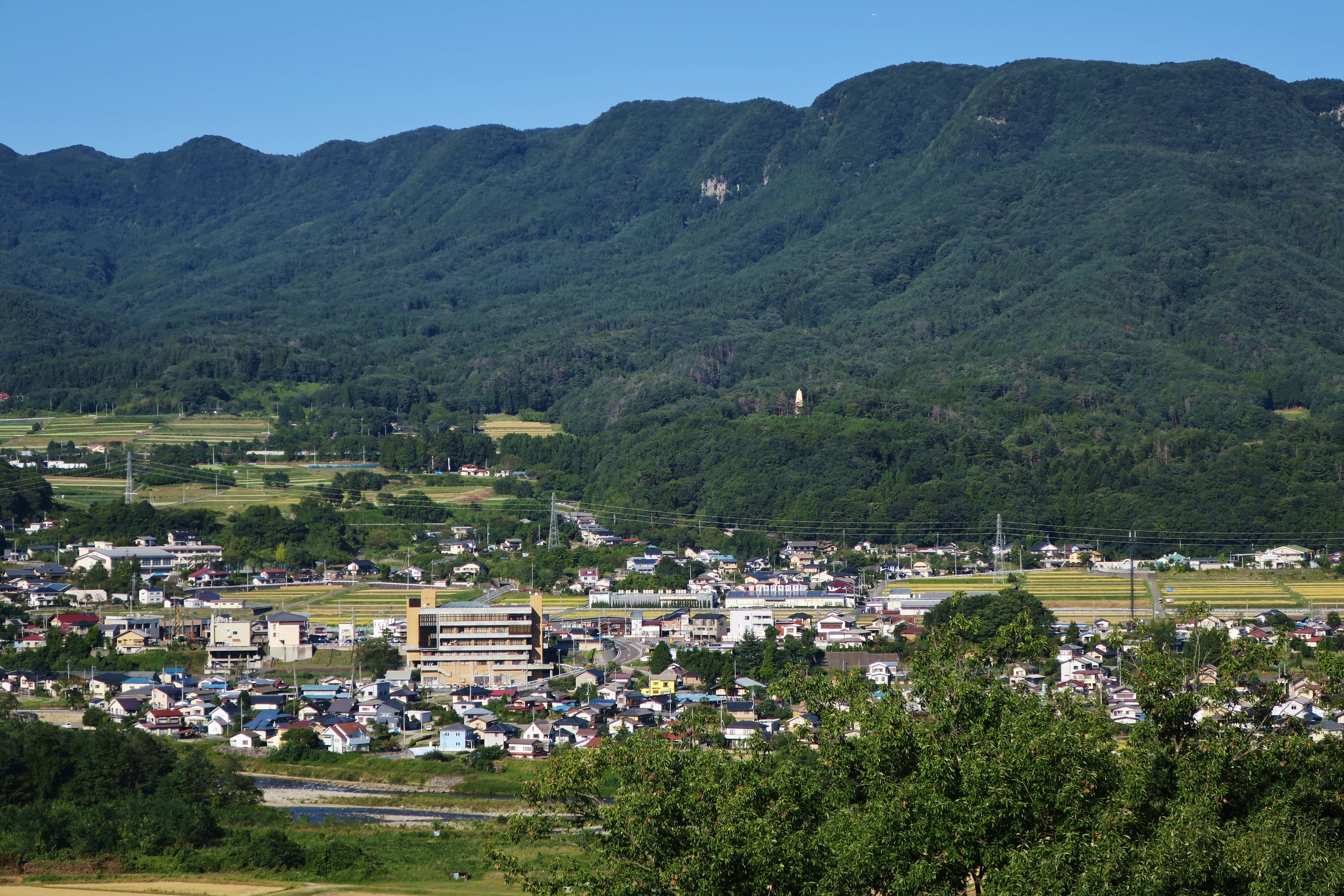
利根川対岸の名胡桃城より望む後閑駅周辺（背後は三峰山）

駅周辺はみなかみ町の中心部である。駅前広場を抜けた先の群馬県道61号沼田水上線は交通量が多く、この道に沿って商店などが立ち並んでいる。駅の西100メートルほどのところには、後閑駅前簡易郵便局がある。駅の南西側すぐのところにはみなかみ町役場がある。これはかつての月夜野町役場で、2005年（平成17年）10月1日、月夜野町・水上町・新治村の合併でみなかみ町が成立したことにより、みなかみ町の役場となったものである。
駅付近では上越線とほぼ並行する形で関越自動車道が走っており、駅の東側約1 kmのところには、月夜野インターチェンジが設けられている。
みなかみ町月夜野は、当駅とは利根川の対岸であるが、群馬県道273号後閑羽場線が当駅の近くから伸びている。月夜野にも人家や商店などが多く立ち並び、月夜野郵便局、沼田警察署月夜野交番、利根沼田学校組合立利根商業高等学校、みなかみ町立みなかみ中学校、みなかみ町立桃野小学校などがある。
その他駅からは、奥平温泉（西約6 km）、湯宿温泉（北西約8 km）、赤岩温泉（北東約9 km）、猿ヶ京温泉（北西約12 km）、川古温泉（北西約13 km）、法師温泉（北西約22 km）などの各温泉へ交通の便があり、観光客による当駅の利用がある。駅前広場と県道にそれぞれ設置されているバス乗り場からは路線バス（上毛高原駅行含む）が発着し、駅前にはタクシーが客を待っていることが多い。
なお、駅とは利根川の対岸にあたる、北西およそ2 kmの地点には上越新幹線の上毛高原駅がある。上毛高原駅の営業キロ数は当駅のものを準用しており、乗車券は一部のいわゆるトクトクきっぷを除き上毛高原駅と選択乗車が可能となっている。また、駅前広場のバス発着場の隅にはバスの方向転換用の転車台がある。
駅周辺の観光スポットとしては、以上のほかに月夜野びーどろパーク（廃業）、名胡桃城址（西南約5 km）、杉木茂左衛門ゆかりの茂左衛門地蔵尊（西約1 km）などがある。

### 公共施設・金融機関
- 上越新幹線上毛高原駅 - 北西に約2 km離れており、路線バスで連絡している。
- みなかみ町役場（旧・月夜野町役場）
- 後閑駅前簡易郵便局
- 月夜野郵便局
- 利根郡信用金庫月夜野支店
- 群馬銀行月夜野支店

## バス路線

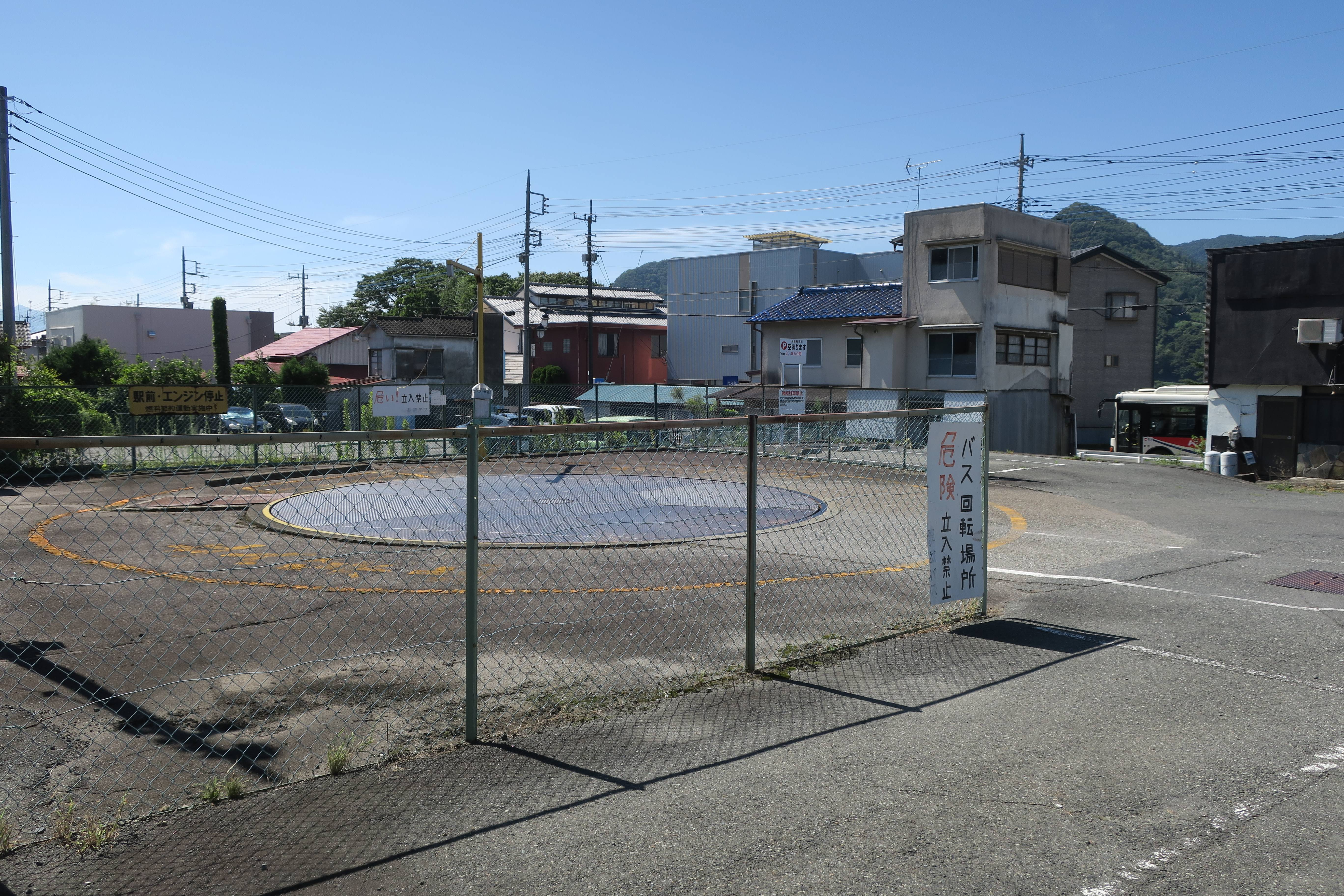
バス回転場所

「後閑駅前」停留所にて、関越交通が運行する路線バスが発着する。なお、駅前にはバス用のターンテーブルがある。
- 鎌田線：大清水・戸倉スキー場・鳩待峠バス連絡所／上毛高原駅
- 猿ヶ京線：沼田市保健福祉センター前／猿ヶ京

## その他
かつて、当駅3番線ホーム向かいに静態保存されていた蒸気機関車D51 498は現在、JR東日本の観光列車を牽引している。
横浜博覧会開催の目玉として蒸気機関車を復活、運用させることになった。もっとも保存状況の良い静態保存機を捜した結果、このD51 498と交通博物館に展示されていたC57 135の状況が良好と判明し、「蒸気機関車といえばデゴイチだろう」という理由でD51 498が選定された。その後、オリエント急行の牽引の大役を務め、現在は「SLぐんま みなかみ」などのJR東日本のイベント列車の牽引機として活躍中である。
運行回数も多く、臨時列車というよりは上越線の週末の観光列車の感があるが、同車の里帰りの意味が大きいため、「SLぐんま みなかみ」は小さな駅にもかかわらず当駅に停車する。

## 隣の駅
東日本旅客鉄道（JR東日本）
■上越線
- 臨時快速「SLぐんま みなかみ」停車駅

沼田駅 - 後閑駅 - 上牧駅

### 記事本文

#### 報道発表資料
1. 1 2  「Suicaをご利用いただけるエリアが広がります。 (PDF)」（プレスリリース）、東日本旅客鉄道、2008年12月22日。2019年5月3日時点のオリジナル (PDF)よりアーカイブ。2020年5月26日閲覧。
2. ↑  「上越線後閑駅に学習室がオープンします! ～無人駅の事務室利活用について～ (PDF)」（プレスリリース）、みなかみ町／東日本旅客鉄道高崎支社、2021年4月14日。2021年4月14日時点のオリジナル (PDF)よりアーカイブ。2021年4月15日閲覧。

#### 新聞記事
1. 1 2 3  「みなかみのJR後閑駅 20日から無人化 町は撤回要望へ」『上毛新聞』2018年4月19日。2018年4月19日時点のオリジナルよりアーカイブ。2020年5月26日閲覧。
2. ↑  「JR上越線の無人駅、旧駅務室が高校生向けの学習室に」『朝日新聞』2021年4月21日。2021年4月21日時点のオリジナルよりアーカイブ。2021年4月21日閲覧。

### 利用状況
1. ↑  「JR東日本：各駅の乗車人員（2000年度）」東日本旅客鉄道。2025年6月19日閲覧。
2. ↑  「JR東日本：各駅の乗車人員（2001年度）」東日本旅客鉄道。2025年6月19日閲覧。
3. ↑  「JR東日本：各駅の乗車人員（2002年度）」東日本旅客鉄道。2025年6月19日閲覧。
4. ↑  「JR東日本：各駅の乗車人員（2003年度）」東日本旅客鉄道。2025年6月19日閲覧。
5. ↑  「JR東日本：各駅の乗車人員（2004年度）」東日本旅客鉄道。2025年6月19日閲覧。
6. ↑  「JR東日本：各駅の乗車人員（2005年度）」東日本旅客鉄道。2025年6月19日閲覧。
7. ↑  「JR東日本：各駅の乗車人員（2006年度）」東日本旅客鉄道。2025年6月19日閲覧。
8. ↑  「JR東日本：各駅の乗車人員（2007年度）」東日本旅客鉄道。2025年6月19日閲覧。
9. ↑  「JR東日本：各駅の乗車人員（2008年度）」東日本旅客鉄道。2025年6月19日閲覧。
10. ↑  「JR東日本：各駅の乗車人員（2009年度）」東日本旅客鉄道。2025年6月19日閲覧。
11. ↑  「JR東日本：各駅の乗車人員（2010年度）」東日本旅客鉄道。2025年6月19日閲覧。
12. ↑  「JR東日本：各駅の乗車人員（2011年度）」東日本旅客鉄道。2025年6月19日閲覧。
13. ↑  「JR東日本：各駅の乗車人員（2012年度）」東日本旅客鉄道。2025年6月19日閲覧。
14. ↑  「各駅の乗車人員 2013年度 ベスト100以外（6）：JR東日本」東日本旅客鉄道。2025年6月19日閲覧。
15. ↑  「各駅の乗車人員 2014年度 ベスト100以外（6）：JR東日本」東日本旅客鉄道。2025年6月19日閲覧。
16. ↑  「各駅の乗車人員 2015年度 ベスト100以外（6）：JR東日本」東日本旅客鉄道。2025年6月19日閲覧。
17. ↑  「各駅の乗車人員 2016年度 ベスト100以外（6）：JR東日本」東日本旅客鉄道。2025年6月19日閲覧。
18. ↑  「各駅の乗車人員 2017年度 ベスト100以外（6）：JR東日本」東日本旅客鉄道。2025年6月19日閲覧。